# Press Color
Press Color é o álbum solo de estréia da compositora e cantora francesa de no wave, Lizzy Mercier Descloux. Foi lançado em 1979 pela ZE Records.

## Faixas
Lado A
1. "Jim On The Move" - 2:29 (Schifrin)
2. "Aya Mood 3.5" - 2:50
3. "Torso Corso" - 1:48
4. "Wawa" - 2:18

Lado B
1. "Fire" - 5:11 (produção e mixagem Savarese, composição Brown, Crane)
2. "Mission Impossible" - 2:35 (Schifrin)
3. "No Golden Throat" - 2:38
4. "Tumour" - 2:57 (Cooley, Blackwell)

Faixas da reedição de 2003 em CD
1. "Fire" (Brown) - 5:11
2. "Torso Corso" - 1:48
3. "Mission Impossible" (Schifrin) - 2:35
4. "No Golden Throat" - 2:38
5. "Jim on the Move" (Schifrin) - 2:29
6. "Wawa" - 2:18
7. "Tumour" (Cooley, Davenport) - 2:57
8. "Aya Mood" - 2:50
9. "Mission Impossible 2.0" (Schifrin) - 2:20
10. "Rosa Vertov" (Descloux, D.J. Barnes) - 1:43
11. "Decryptated" (Descloux, Barnes) - 1:20
12. "Herpes Simplex" (Descloux, Barnes) - 2:03
13. "Lacrosse Baron Bic"(Descloux, Barnes) - 1:36
14. "Tso Xin Yu Xin" (Descloux, Barnes) - 1:20
15. "Nina Con Un Tercer Ojo" (Descloux, Barnes) - 0:58
16. "Birdy Num-num" - 3:32
17. "Hard Boiled Babe" - 4:28
18. "Morning High" (Descloux, Patti Smith) - 3:04

- Faxias 10 a 15 são originalmente do EP Rosa Yemen.
- Faxias 16 a 18 são inéditas.